# Utlottningen
Utlottningen är ett musikdrama skrivet av Eva Sjöstrand och Jan Ekedahl. Den arrangerades för kör av Mats Hallberg som även dirigerade vid föreställningarna. Utlottningen framfördes av Allmänna Sången Visby som sjöng och reciterade texterna i talkör. Utlottningen hade premiär vid Länsteatern på Gotland år 2005, och tio stycken föreställningar spelades.

## Bakgrund
Skapandetrion bestod av Eva Sjöstrand, Jan Ekedahl och Mats Hallberg. Eva Sjöstrand skrev texter till gitarristen Jan Ekedahl, som skrev melodier till varje låt. Året innan hade trion framfört Volund och var därför redan bekanta med arbetsprocessen. Dramat bygger på en episod i Gutasagan, där var tredje gotlänning lottades ut och tvingades lämna ön, eftersom det inte fanns tillräckligt med mat till alla. I dramat berättas en evig historia om hur människor sorterar ut, väljer bort, och driver iväg.

## Låtar
1. Allt är bundet i ringar
2. Må glädjen vara
3. Utlottningen
4. Vara utan
5. Brudpolska
6. Ödet
7. Vinden
8. Elden
9. Sorgen
10. Förtröstan
11. Längtan
12. Allt är bundet i ringar
13. Himmelspolska